# Contea di Maralbexi
La contea di Maralbexi (玛热勒巴什县S) o contea di Bachu (巴楚县S) è una contea della Cina, situata nella regione autonoma di Xinjiang e amministrata dalla prefettura di Kashgar.